# تایبریوس سمپرونیوس
تایبریوس سمپرونیوس کنسول روم در سال (۲۱۸ پ. م) و یکی از فرماندهان جمهوری روم در جریان دومین جنگ پونیک بود.
او معاصر با پابلیوس کرنلیوس اسکیپو (پدر اسکیپوی آفریقایی) بود. او در سال ۲۱۸ پیش از میلاد با ۱۶۰ کشتی نظامی به سیسیل رفت و موفق شد مالت را به تصرف روم دراورد.
اندکی پس از ان با پابلیوس کرنلیوس اسکیپو همراه شد ولی در نبرد تیچینو از هانیبال‌بارکا شکست خوردند و او زخمی شد بعد از این نبرد به رم احضار شد و مأموریت یافت با سپاهی به نبرد با هانیبال برود؛ که سپاه او از هانیبال در نبرد تربیا به سختی شکست خورد.

## جنگ تربیا (218 قبل از میلاد)
تیبریوس لونگوس ، در میانه زمستان و در حالی به اردوی شمالی رومیان رسید که وضعیت باقی مانده نیروهای اسکیپیو پدر ، اصلا مناسب نبود . ایشان بر فراز تپه ای اردو زده و پیرامون آن را دیواری چوبی کشیده بودند که از یورش ناگهانی سواره نظام کارتاژی در امان باشند . تیبریوس لونگوس به اسکیپیو پیشنهاد حمله بلافاصله را داد ، اما اسکیپیو پدر آن را رد کرده و گفت که باید احتیاط کرد . این اختلاف چنان بالا گرفت که تیبریوس نیروهای خود را جداگانه به شمال تر برده و در کنار رودخانه اردو زد . هانیبال با اطلاع از این موضوع و شناخت روحیه خشن تیبریوس لونگوس ، در سپیده دم قبل از طلوع سواران سبک خود را برای حمله به اردوی غیر مستحکم شده رومیان فرستاد . ایشان رومیان را تحریک کرده و کنسول رومی بلافاصله دستور تعقیب داد . سواره نظام رومی با عجله آماده شده و در شمار کامل به دستور کنسول از رودخانه ی یخ زده عبور کردند ، سواره نظام کم شمار کارتاژ هم عقب نشینی کرده و به اردوی خود برگشتند . کنسول رومی فرصت را مناسب تلقی کرده و دستور داد پیاده نظام هم بلافاصه از رودخانه عبور کنند . سربازان رومی با تجهیزات کامل ، بدون خوردن صبحانه از رودخانه یخ زده عبور کرده و تا پیش از ظهر در سمت دیگر صف بسته و آماده نبرد شده بودند . هانیبال اما نیروهایش را با آرامش و به هنگام بیدار کرده و توجه کرد که حتما صبحانه خورده باشند . همچنین به بدنهایشان روغن مالیدند که اثر سرمای دی ماه را کاهش دهد . سپس با نظم و آمادگی کامل صف بسته و آماده رویارویی شدند . هانیبال حرکت نکرده و اجازه داد فاصله چند کیلومتری میان دو لکشر را هم سربازان گرسنه رومی طی کنند . هنگام شروع درگیری صفوف میانی رومیان صف های وسطی کارتاژ را به عقب هل داد (اتفاقی که بعدا الهام بخش چیدمان شگفت آور کارتاژ در جنگ کاناعه شد) ، اما در میانه نبرد از جنگلی در جنوب میدان گروهی 2 هزار نفره از سواران کارتاژی پدیدار شده و از پشت به رومیان یورش بردند . این نیروها را هانیبال شب گذشته در میدان مستقر کرده بود . شالوده نیروهای رومی فروپاشیده و به روایت هایی متفاوت بین 20 تا 30 هزار سربازشان قتل عام شدند . کنسول رومی تیبریوس از میدان گریخت و تا چند روز پاسخ نامه های سنای جمهوری روم را نمی داد تا دوران زمامداری اش تمام شد و پس از آن شکست را به دلیل بدی آب و هوا معرفی کرد .